# Iossif Iossifowitsch Fedorowitsch

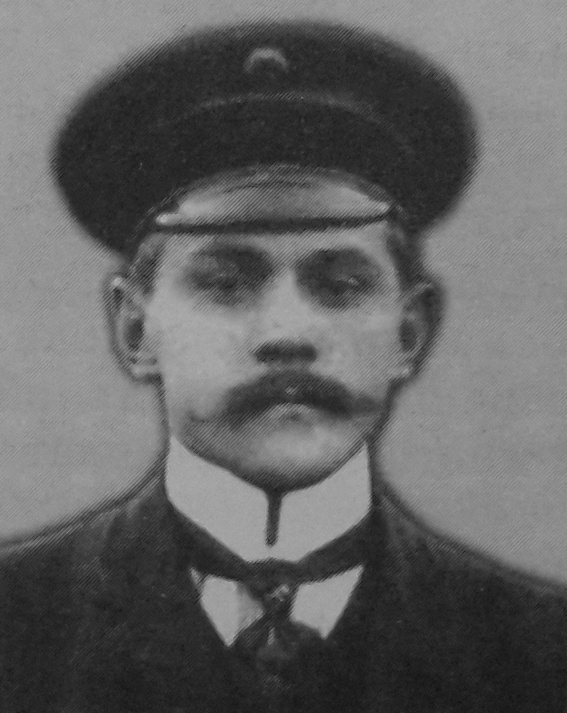
Iossif Iossifowitsch Fedorowitsch (1908)

Iossif Iossifowitsch Fedorowitsch (russisch Иосиф Иосифович Федорович; * 5. Julijul. / 17. Juli 1875greg. im Ujesd Werchnedneprowsk; † 13. Oktober 1937) war ein russischer Bergbauingenieur.

## Leben
Fedorowitsch, Sohn des Marine-Offiziers und Verteidigers Sewastopols im Krimkrieg Iossif Iossifowitsch Fedorowitsch, besuchte die Realschule in Nikolajew und studierte am St. Petersburger Bergbau-Institut. 1900 schloss er das Studium als Bergbauingenieur mit Auszeichnung ab.
Fedorowitsch hielt sich für einen Sozialisten und lehnte günstige Stellenangebote großer Aktiengesellschaften ab. Stattdessen ging er ins Donbass und arbeitete 1900–1907 zunächst bei der Franko-Russischen Gesellschaft, deren Geschäftsführung sich in Chanschonkowo (heute Makijiwka) befand, und dann beim Rykowski-Steinkohlenbergbau in Jusowka. Er war gewählter Delegierter bei den Tagungen der Bergbau-Industrievertreter Südrusslands.
Erstmals im Donbass bildete Fedorowitsch Rettungstrupps aus freiwilligen Bergleuten aus. 1904 beteiligte er sich persönlich an der Rettung von Bergleuten beim Grubenbrand im Bergwerk Iwan in Makijiwka, indem er sich zunächst allein in die Grube wagte und die Rettungsarbeiten anführte. Er erhielt die Goldmedaille für die Rettung Verunglückter am Wladimir-Band. 1907 wurde er zum ersten Leiter der ersten russischen Zentralen Rettungsstation in Makijiwka ernannt. Er ließ sich nach England und Deutschland schicken, um das dortige Rettungswesen zu studieren. Er führte in der Station militärische Disziplin und Uniformierung ein und bildete das Personal aus. Er erreichte eine Finanzierung und Ausrüstung entsprechend den besten Rettungsstandards in Europa und den USA. Er organisierte den telefonischen Bereitschaftsdienst und das schnelle Ausrücken zu Pferde im Alarmfall. Er förderte die Bildung und Ausbildung von freiwilligen Rettungstrupps in den Bergwerken des Donbass. Bei der größten Bergwerkskatastrophe in der Makarjew-Grube des Rykowski-Bergwerks mit 274 toten Bergleuten im Juni 1908 kam die Zentralstation unter Fedorowitschs Leitung zum Einsatz. Er verließ 1908 den Rettungsdienst, und Dmitri Gawrilowitsch Lewizki wurde Leiter der Zentralstation.
Fedorowitsch heiratete 1909 Jelena Banolessi und wurde Geschäftsführer der durch Brand zerstörten Berestowo-Bogoduchowski-Grube bei Makijiwka, die er in zwei Jahren wieder profitabel machte. Er beschäftigte sich weiter mit Fragen des Rettungswesens und half mit seinem Rettungstrupp anderen in Not geratenen Gruben. Er initiierte die Gründung der Gruschew-Rettungsstation in Schachty.
1913 ging Fedorowitsch nach Tomsk und wurde Geschäftsführer der 1912 gegründeten französisch-deutsch-belgischen Aktiengesellschaft Kopikus (Kusnezker Steinkohlenbergbau), die das Monopol für den Steinkohlenbergbau in Sibirien hatte (Vorstandsvorsitzender Wladimir Fjodorowitsch Trepow). Im selben Jahr wurde Nikolai Wladimirowitsch Gutowskoi Berater der Gesellschaft. Fedorowitsch sorgte für eine effektive Unternehmensstruktur, eine hinreichende Ausstattung und eine angemessene Bezahlung der Fachkräfte. Für die Exploration des Kusbass lud er seinen früheren Lehrer am St. Petersburger Bergbau-Institut Leonid Iwanowitsch Lutugin ein. 1914 kam Lutugin mit 14 jungen Geologen auf Kosten der Aktiengesellschaft ins Kusbass. Fedorowitsch versorgte sie mit allem Nötigen und gründete ein chemisches Laboratorium. Lutugin erstellte mit seiner Gruppe die erste geologische Karte des Kusbass und bestimmte die geeignetsten Standorte für neue Bergwerke. Für eine schnelle Betriebsaufnahme holte Fedorowitsch 300 persönlich ausgewählte Bergleute aus dem Donbass, stattete sie mit Vieh und Geld für den Bau von Häusern aus und organisierte ihre Versorgung. 1913 besaß die Kopikus die Bergwerke Kemerowo, Koltschugino, Prokopjewsk, Kisseljowsk, Telbes im Rajon Taschtagol, Abaschewo, Krapiwinski und Anschero-Sudschensk sowie das unrentable Hüttenwerk Gurjewsk. Fedorowitsch sanierte Bergwerke und benutze die Gewinne für den Bau neuer Bergwerke. Er sorgte für die Eisenbahnverbindungen und erreichte im Herbst 1913 eine Tarifsenkung für den Kohletransport ins europäische Russland. Im Jahr 1913 stieg die Kohleproduktion um 44 %.
Nach der Oktoberrevolution war Fedorowitsch 1918–1920 Vorsitzender des provisorischen Vorstands der Kopikus. Ihm gelang die Fortführung des Unternehmens während der Revolutionswirren und des Russischen Bürgerkriegs. Durch Beschluss des Obersten Volkswirtschaftsrats der RSFSR vom 19. Februar 1920 wurde die Kopikus Staatseigentum und Teil der Verwaltung der Steinkohlebergwerke Westsibiriens Sibugl in Tomsk, deren Bergbautechnik-Abteilung Fedorowitsch nun leitete.
Im Juli 1920 wurde Fedorowitsch Vizechef der Technik-Abteilung des Trusts Glawugol. Dann arbeitete er in der Hauptverwaltung für Brennstoff und im Gosplan. Er war Mitglied des Wissenschafts- und Technikrats des Donugl und Mitglied des Technik-Rats des Staatlichen Instituts für Projektierung von Hüttenwerken GiProMeS.
Im Zusammenhang mit dem Schachty-Prozess wurde Fedorowitsch im April 1928 verhaftet und ohne Anklageerhebung in der Butyrka festgehalten. Im gleichzeitigen Industriepartei-Sabotage-Prozess wurde Fedorowitsch zusammen mit Pjotr Ioakimowitsch Paltschinski als Leiter konterrevolutionärer Tätigkeiten wegen Zersetzung der Staatsindustrie zu 10 Jahren Freiheitsentzug im Sonderlager auf den Solowezki-Inseln verurteilt. Im Januar 1931 wurde er in das Karaganda-Arbeitslager verlegt. 1932 wurde er nach Überprüfung aus dem Lager in die Verbannung in Karaganda entlassen und arbeitete im Trust Karagandaugol. 1933 besuchte ihn Alexander Alfredowitsch Bek, der dann 1939 die biografische Erzählung Kurako (ursprünglich Kopikus) mit dem Helden Kratow veröffentlichte.
Während des Großen Terrors wurde Fedorowitsch am 20. Januar 1937 erneut verhaftet wegen Tätigkeit in einer konterrevolutionären terroristischen Organisation zur Verlangsamung der Entwicklung des Kusbass. In den Verhören und vor Gericht bestritt er die Anschuldigungen. Am 13. Oktober 1937 wurde er vom Obersten Gericht der UdSSR zum Tod durch Erschießen verurteilt und sofort erschossen. Am 21. September 1957 rehabilitierte ihn das Oberste Gericht der UdSSR wegen fehlender Beweise.
Georgi Georgijewitsch Sobolew widmete Fedorowitsch einen Beitrag in seinem Buch über die Bergbau-Retter.